# Cándida María de Jesús
Juana Josefa Cipitria y Barriola (Caserío de Berrospe, Andoáin, Guipúzcoa, 31 de mayo de 1845-Salamanca, 9 de agosto de 1912, conocida por su nombre religioso Santa Cándida María de Jesús) fue una religiosa española, proclamada santa por la Iglesia católica.
El 8 de diciembre de 1871, fundó en Salamanca (España) la Congregación de las Hijas de Jesús, conocidas como las «jesuitinas», cuyo objetivo era la educación apostólica de las niñas, en origen. Con posterioridad y debido a la obligatoriedad de la educación mixta para acceder a ser un colegio concertado, tuvo que admitir niños y así convertirse en un colegio de ambos sexos, como todo el resto de colegios religiosos.

## Biografía
De origen humilde, se instaló en 1854 junto a su familia en Tolosa, para emigrar posteriormente a Burgos y posteriormente a Valladolid, esta vez ella sola.
Tras conocer al padre jesuita Miguel de los Santos San José Herranz en la vallisoletana iglesia del Rosarillo decidió iniciar el proceso de fundación de una Congregación religiosa dedicada a la educación. Dicha fundación se consumó finalmente en Salamanca, el 8 de diciembre de 1871, cuando con otras cinco mujeres creó la Congregación en la Clerecía.
La Congregación se expandió inicialmente por otras localidades castellanas, como Arévalo, Peñaranda de Bracamonte, Segovia o Medina del Campo. El proceso continuó con el establecimiento en el País Vasco, para, finalmente en 1911, iniciar la expansión internacional con un grupo de religiosas desplazándose a Brasil. Actualmente, la congregación está presente en diecisiete países.

## Beatificación y canonización
Fue beatificada, junto con otra religiosa de las Hijas de Jesús, María Antonia Bandrés y Elósegui, por Juan Pablo II el 12 de mayo de 1996.
En julio de 2009, tuvo lugar un encuentro entre  el arzobispo Angelo Amato, prefecto para la Congregación para las causas de santos, y el Papa Benedicto XVI. Durante el mismo, el papa aprobó un segundo milagro que había sido verificado por la congregación. Al mismo tiempo, esto permitió fijar una fecha para la canonización siendo anunciada el 19 de febrero de 2010, y siendo, finalmente, canonizada el 17 de octubre de 2010.